# No. 8 Flying Training School
8 Szkoła Pilotażu Początkowego (ang. No. 8 Flying Training School) Królewskich Sił Powietrznych (Royal Air Force RAF) – szkoła kształcąca pilotów wojskowych działająca w latach 1936–1964, zlokalizowana w Montrose, w jednej z ważniejszych baz lotniczych Wielkiej Brytanii.

## Okres przedwojenny
Placówkę utworzono 1 stycznia 1936 na terenie jednej z ważniejszych baz lotnictwa brytyjskiego w Montrose we wschodniej Szkocji, w hrabstwie Angus. Było to związane z decyzją rządu brytyjskiego o rozbudowie RAF w obliczu rosnącego zagrożenia ze strony Niemiec. Kluczowym wymogiem było posiadanie dobrze wyszkolonych pilotów wojskowych samolotów myśliwskich i bombowych.

## Okres II wojny światowej
Z chwilą wypowiedzenia 3 września 1939 przez Wielką Brytanię wojny III Rzeszy szkołę przekształcono w Szkołę Pilotażu Podstawowego RAF (Servis Flying Training School SFTS RAF). W jednostce tej szkolili się piloci z krajów Commonwealthu, Polski, Czech, USA, Związku Radzieckiego, Turcji oraz Wolnej Francji. Centrum zostało rozwiązane 25 marca 1942 i włączone do 2 Szkoły Instruktorów Latania. Placówkę tę utworzono pierwotnie w Bazie RAF w Cranwell w Lincolnshire, ale dwa miesiące później 5 stycznia 1942 została przeniesiona do Bazy RAF w Montrose, a 7 kwietnia 1942 została przekształcona w 2 Specjalistyczną Szkołę Instruktorów Latania – Flying Instructors School (Advanced), FIS (Advanced) RAF. Szkoliła przyszłych oficerów lotnictwa i załogi samolotów bojowych. Funkcjonowała do 11 lipca 1945.

## Okres powojenny
8 Szkoła Pilotażu Początkowego został odtworzona z dniem 1 maja 1951, ale tym razem w bazie RAF w Dalcross, niedaleko miasta Inverness, w północnej Szkocji, jako Specjalistyczna Szkoła Pilotażu (Advanced) – Flying Training School RAF. Po dwóch latach została zlikwidowana. Odtworzono ją ponownie 1 czerwca 1954 w Bazie RAF Driffield jako 8 FTS, ale pod zmienioną nazwą 203 Specjalistyczna Szkoła Pilotażu RAF. Ostatecznie została rozformowana 19 marca 1964.